# Quinn (soccer)
Pour les articles homonymes, voir Quinn.
Quinn (de son nom de naissance Rebecca Catherine Quinn) joue au soccer professionnellement au poste de milieu de terrain pour le Rise de Vancouver et pour l'équipe du Canada féminine de soccer.
Quinn a remporté avec l'équipe du Canada la médaille de bronze du tournoi féminin des Jeux olympiques d'été de 2016 au Brésil. L'athlète participe aux Jeux olympiques d'été de 2020 au Japon et devient la première personne non binaire connue à remporter une médaille aux Jeux olympiques en remportant l'or.

## Biographie

### Carrière en club
Quinn joue successivement dans les équipes suivantes : Blue Devils de Duke et Toronto Lady Lynx et est récipiendaire du titre de milieu de terrain de l’année 2017 de la Conférence de la côte Atlantique.
Le Spirit de Washington sélectionne l'athlète en 3e position lors de la NWSL College Draft 2018, meilleure position possible lors d'une Draft NWSL.
Après une saison en NWSL, Quinn signe en février 2019 en France au Paris FC jusqu'à la fin de saison.
En juillet 2019, Quinn retourne en NWSL et signe avec le Reign FC. En 2020, Quinn joue pour le club suédois du Vittsjö GIK.
Quinn quitte le Reign en 2025 pour rejoindre le Rise de Vancouver, dans le tout nouveau championnat professionnel canadien, la Super Ligue du nord. Quinn rentre dans l'histoire de la franchise et de la ligue en inscrivant le tout premier but, face au Calgary Wild.

### Carrière internationale
Jouant dans toutes les catégories d'âge en sélection jeune avec le Canada, Quinn remporte une médaille d'argent au Championnat U17 de la CONCACAF 2012 au Guatemala. L'athlète représente également le Canada à la Coupe du monde U17 2012, la Coupe du monde U20 2014 et les Jeux panaméricains 2015.
Le 7 mars 2014, Quinn fait ses débuts en équipe nationale senior lors d'une victoire 3-1 contre l'Italie lors de la Cyprus Cup 2014. Le 16 février 2016, Quinn réussi un triplé contre le Guatemala lors d'une victoire 10-0 au Tournoi de qualification olympique de la CONCACAF.
Quinn remporte une médaille de bronze aux Jeux olympiques d'été de 2016 avec le Canada. Le 25 mai 2019, le nom de Quinn est ajouté à la liste de la Coupe du monde féminine 2019. 
Lors des Jeux olympiques d'été de 2020 à Tokyo, Quinn devient officiellement la première personne non binaire à être médaillée de l'histoire des Jeux,.

## Palmarès

### Canada
- Jeux olympiques :  2016,  2020
- Algarve Cup : 2016
- Tournoi de quatre nations (en) : 2015

## Vie personnelle
Quinn naît à Toronto le 11 août 1995 sous le nom de Rebecca Catherine Quinn et grandit dans une famille sportive. Son père était joueur de rugby et sa mère jouait au basket-ball.
Le 8 septembre 2020, Quinn fait son coming-out  trans non binaire sur son compte Instagram, : « Je n'ai jamais caché aux personnes que j'aime que je suis transgenre, tout en me demandant quand je le dirai publiquement ». Quinn ajoute que cette annonce publique est effectuée afin de libérer davantage les membres de cette communauté : « ce que je veux, c'est être visible aux yeux de la communauté queer qui n'a pas l'habitude de voir l'un de ses membres sur un terrain de foot ». 
L'athlète utilise les pronoms « they/them » (they singulier).
En 2021 à Tokyo, Quinn devient, avec Laurel Hubbard, la première personne ouvertement trans à participer à une compétition olympique. Quinn est aussi la première personne non binaire à y participer officiellement.